# Lipocosmodes fuliginosalis
Lipocosmodes fuliginosalis är en fjärilsart som beskrevs av Fernald. Lipocosmodes fuliginosalis ingår i släktet Lipocosmodes och familjen Crambidae. Inga underarter finns listade i Catalogue of Life.